# Monastero di San Pedro de Arlanza
Il Monastero di San Pedro de Arlanza è un monastero benedettino in rovina nella Spagna centro-settentrionale, fondato nel 912 e situata a Hortigüela, sulle sponde del fiume Arlanza, non lontano da Burgos, che è stato denominato la "culla di Castiglia" (cuna de Castilla). Fu abbandonato nel 1841 dopo le confische del governo di Juan Álvarez Mendizábal (desamortización de Mendizábal), quando le proprietà ecclesiastiche, dal 1835 furono ciìonfiscate. 

Ora è classificato come Bien de Interés Cultural e dichiarato monumento storico con decreto del 3 giugno 1931.

## Storia
I due presunti documenti di fondazione di San Pedro, conservati nel cartulario del XII secolo, furono emessi uno dal conte di Castiglia, Fernán González e sua moglie, Sancha Sánchez di Navarra, e l'altro dalla madre e dal fratello di Fernán, Muniadona Ramírez e Ramiro González, con il conte Gonzalo Téllez e il suo moglie Flamula. Entrambi i documenti soffrono di alcune incongruenze e anacronismi che hanno messo in dubbio la loro autenticità, in particolare quello di Fernán González. Fu probabilmente forgiato per dare al monastero un lignaggio più illustre di quello che poteva dimostrare di avere. È più probabile che la copia della carta di Gonzalo Téllez sia basata sulla realtà, poiché si sa che Gonzalo era attivo nel 912, come confermano gli Annales Complutense. Fernán González e Sancha, che furono attivi negli anni successivi, furono tuttavia sepolti a San Pedro e vi rimasero fino a quando la dispersione della comunità monastica nel 1841 rese necessaria la rimozione dei loro sarcofagi nella Collegiata dei Santi Cosma e Damiano di Covarrubias; secondo la Historia de la Catedral de Burgos Fernán González fondò il monastero di San Pedro. 
I ruderi attuali della chiesa sono quelli della costruzione iniziata nel 1080. Aveva tre navate e tre absidi semicircolari in stile romanico. Successive modifiche in stile gotico ne hanno trasformato l'aspetto esteriore, ma si sono conservati alcuni capitelli dell'XI secolo. Tra i ruderi si conservano le tre absidi, la torre (eretta verso la fine del XII secolo), parte dei chiostri e della sala capitolare, la bifora e il timpano sopra la facciata principale. Il portale della chiesa è stato trasferito al Museo archeologico nazionale di Spagna a Madrid nel 1895. Una grande tomba romanica, che si dice appartenesse al leggendario Mudarra González, è stata trasferita nella Cattedrale di Burgos, e alcuni affreschi sono stati trasferiti al Metropolitan Museum of Art di New York e altri, noti come Pinturas de San Pedro de Arlanza al Museu Nacional d'Art de Catalunya di Barcellona.

## Musica
Il 14 novembre 2019, l'Orchestra Sinfonica di Castilla y León, diretta da Andrew Gourlay, all'Auditorium Miguel Delibes di Valladolid, ha debuttato Evocation of the Monastery of San Pedro de Arlanza, un'opera del compositore Nuño Fernández Ezquerra, ispirata alle rovine del monastero

## Galleria d'immagini

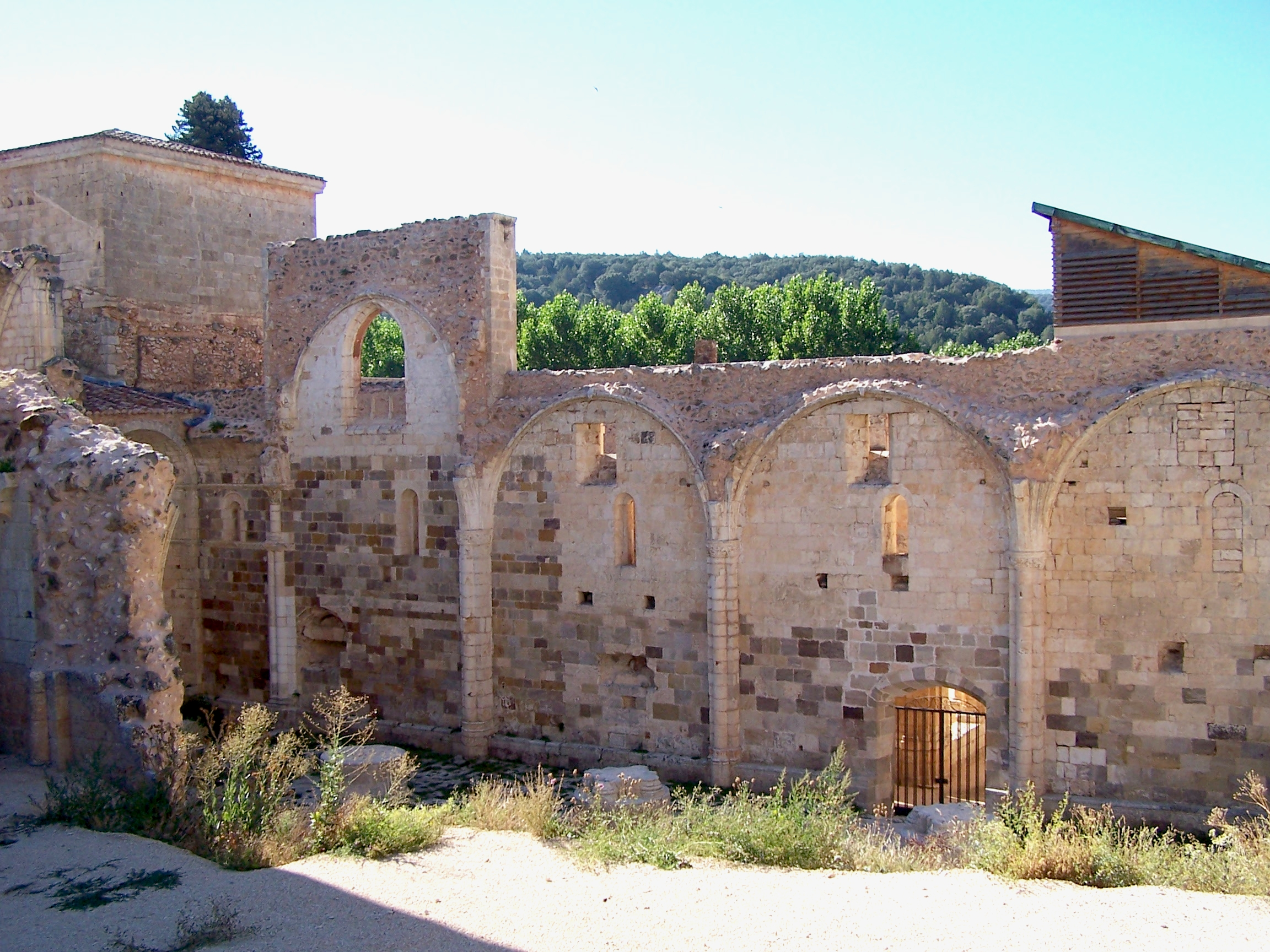
Interno del monastero.
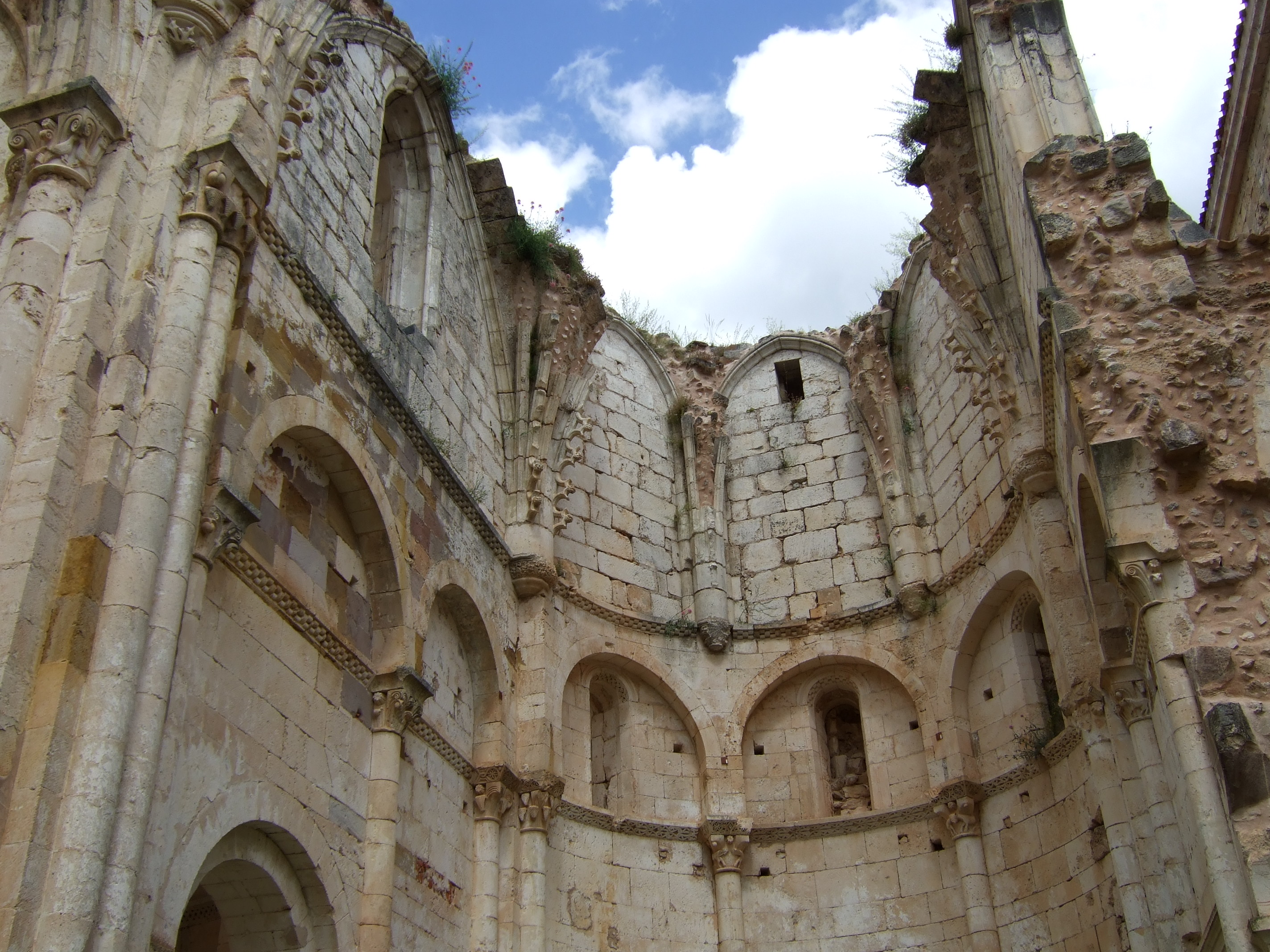
Abside maggiore.
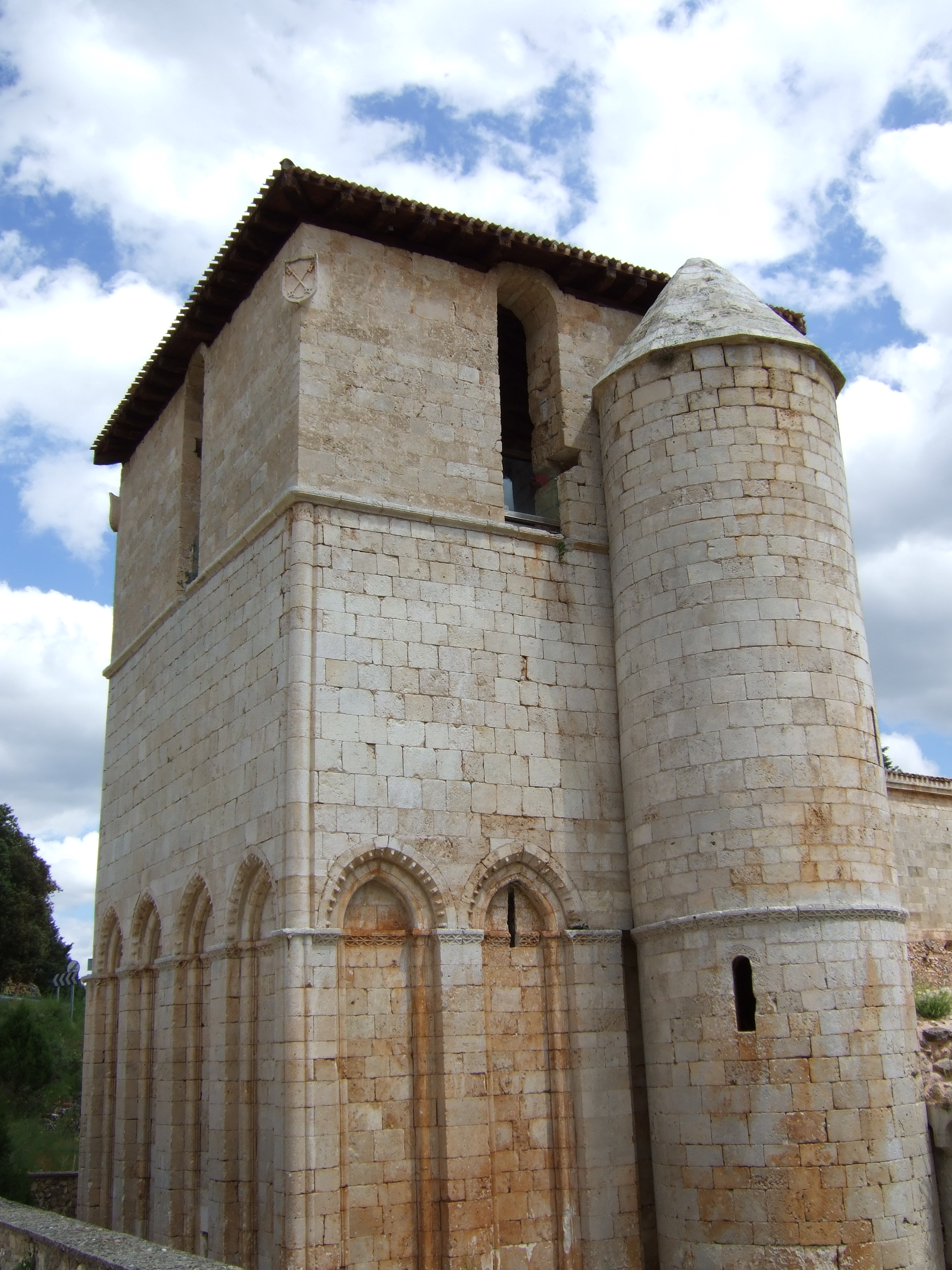
Torre.
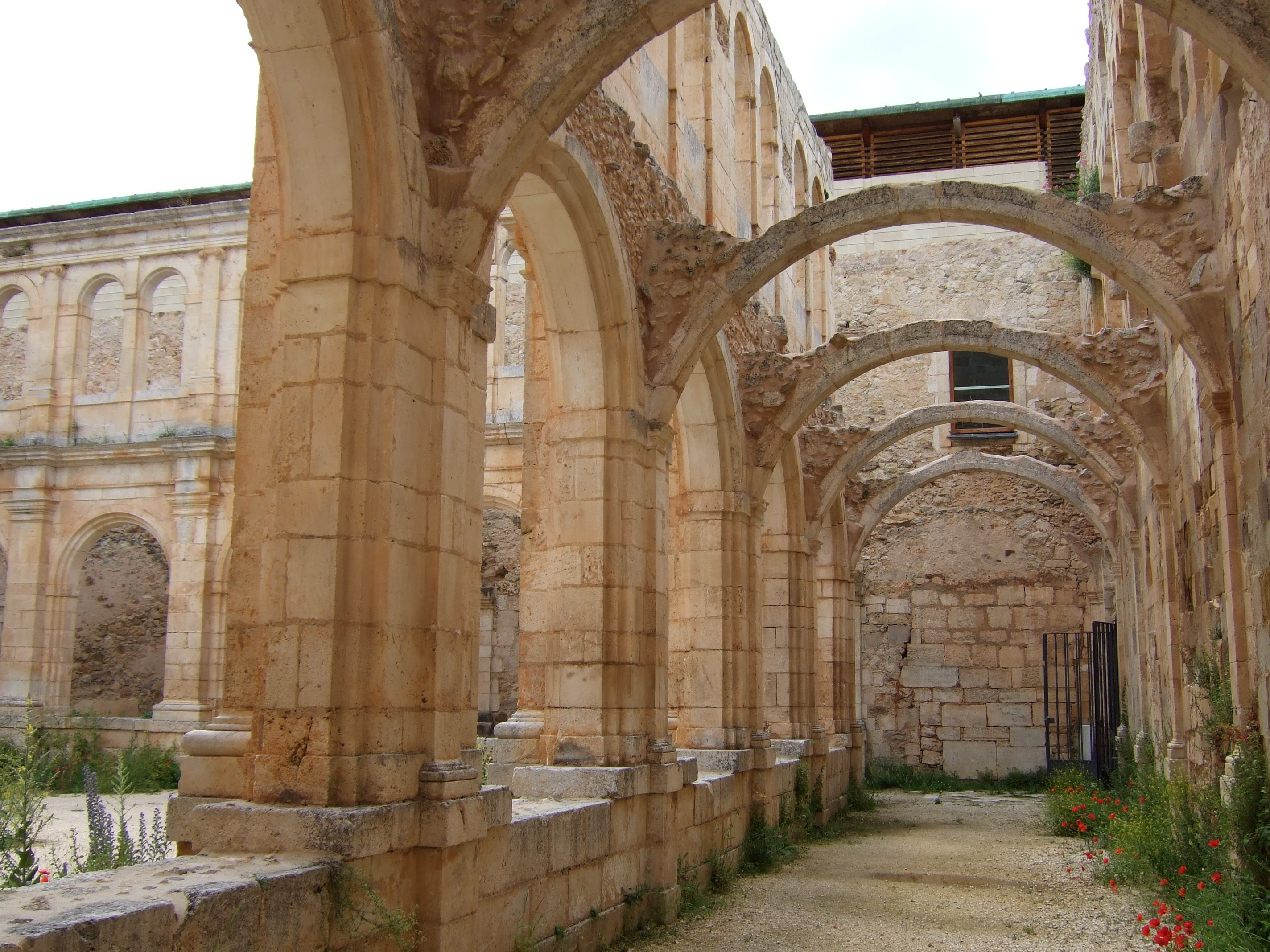
Chiostro.